# Rhyno
Terrance Guido Gerin  (sinh ngày 7/10/1975) là một đô vật đô vật chuyên nghiệp người Mỹ, chính trị gia và diễn viên được biết đến với tên trên võ đài Rhyno (hoặc Rhino). Anh hiện đang ký hợp đồng với WWE RAW cùng với Heath Slater. Thời xưa, anh là cựu vô địch ECW.